# Dorflinde in Aua

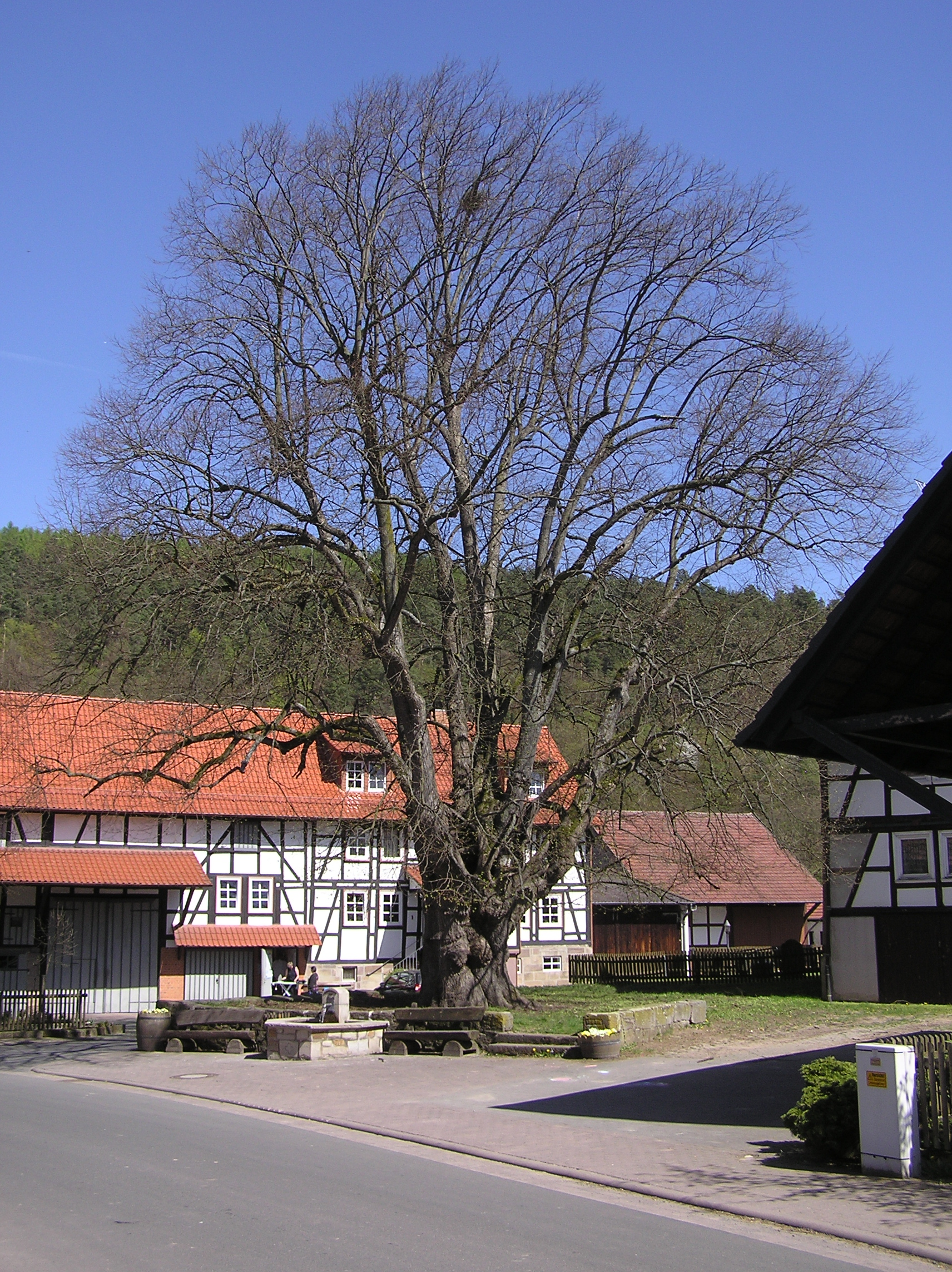
Die Dorflinde

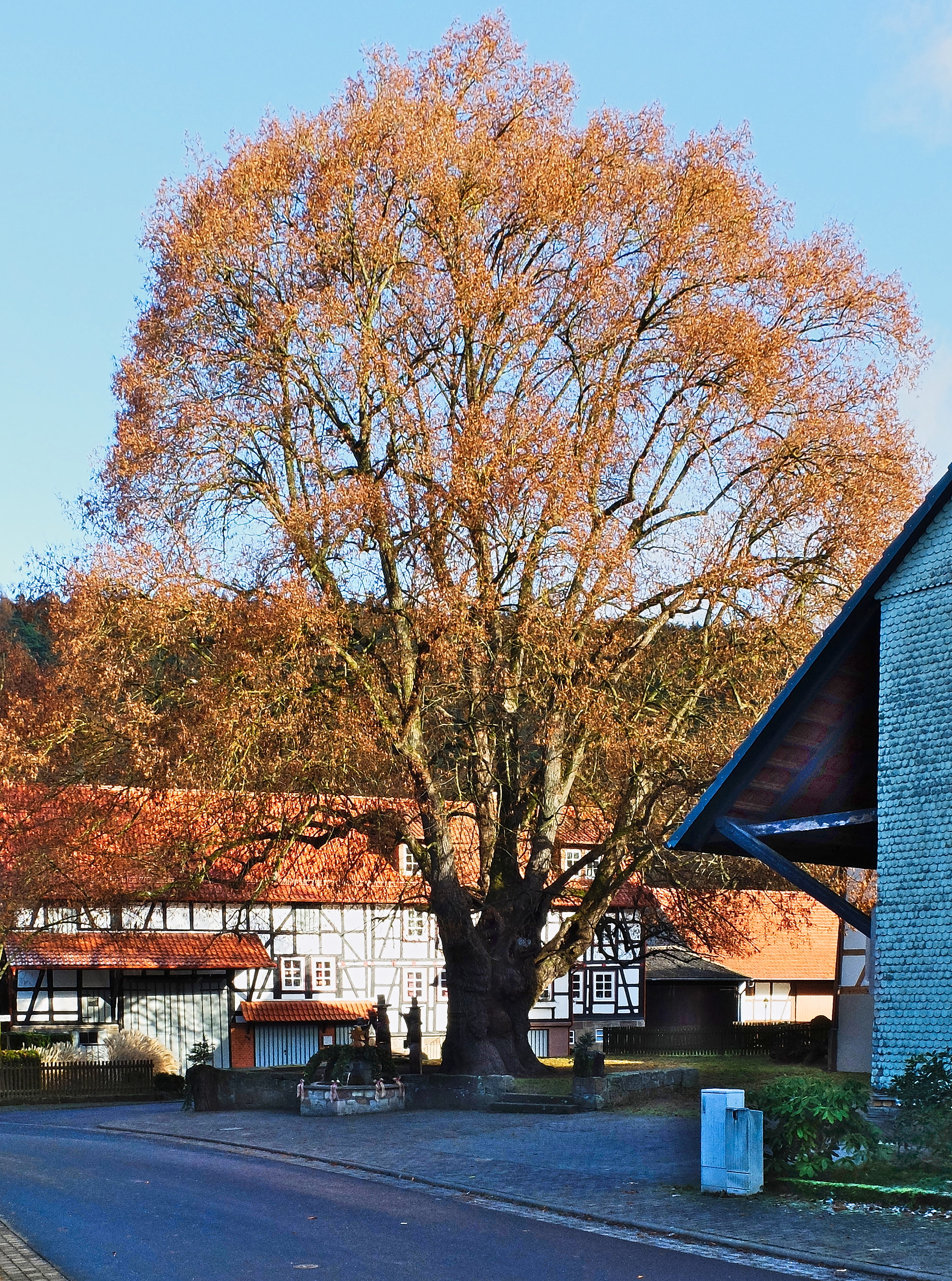
Die Dorflinde im Herbst

Die Dorflinde in Aua ist eine etwa 1000 bis 1200 Jahre alte Linde im Ortsteil Aua von Neuenstein im Geistal im osthessischen Landkreis Hersfeld-Rotenburg. Sie ist ein Naturdenkmal.

## Linde
Bei der Linde handelt es sich um eine Sommerlinde (Tilia platyphyllos). Sie hat einen Umfang von fast 8 Metern bei einer Höhe von 24 Metern. Das Alter der Linde wird auf zwischen 1000 und 1200 Jahre geschätzt.

## Umgebung
Zusammen mit der benachbarten und unter Denkmalschutz stehenden Evangelischen Kirche prägt die Linde das Ortsbild. Die Linde steht leicht erhöht und ist teilweise ummauert. Die Ummauerung wurde 1826 erneuert. 1997 wurde ein Dorfbrunnen an der Stirnseite der Ummauerung ergänzt.

## Gerichtsstätte
Historisch diente die Linde als Gerichtslinde und der Platz vor der Linde als Gerichtsstätte. Die Gerichtsstätte ist Kulturdenkmal.